# Lambaréné
Lambaréné là tỉnh lỵ tỉnh Moyen-Ogooué, Gabon. Vào năm 2013, dân số thành phố là 38.775 người.

## Khí hậu
Lambaréné có khí hậu xavan (phân loại khí hậu Köppen Aw).
| Dữ liệu khí hậu của Lambarene           | Dữ liệu khí hậu của Lambarene | Dữ liệu khí hậu của Lambarene | Dữ liệu khí hậu của Lambarene | Dữ liệu khí hậu của Lambarene | Dữ liệu khí hậu của Lambarene | Dữ liệu khí hậu của Lambarene | Dữ liệu khí hậu của Lambarene | Dữ liệu khí hậu của Lambarene | Dữ liệu khí hậu của Lambarene | Dữ liệu khí hậu của Lambarene | Dữ liệu khí hậu của Lambarene | Dữ liệu khí hậu của Lambarene | Dữ liệu khí hậu của Lambarene |
| Tháng                                   | 1                             | 2                             | 3                             | 4                             | 5                             | 6                             | 7                             | 8                             | 9                             | 10                            | 11                            | 12                            | Năm                           |
| --------------------------------------- | ----------------------------- | ----------------------------- | ----------------------------- | ----------------------------- | ----------------------------- | ----------------------------- | ----------------------------- | ----------------------------- | ----------------------------- | ----------------------------- | ----------------------------- | ----------------------------- | ----------------------------- |
| Trung bình ngày tối đa °C (°F)          | 31.5 (88.7)                   | 32.2 (90.0)                   | 32.3 (90.1)                   | 32.5 (90.5)                   | 31.3 (88.3)                   | 28.9 (84.0)                   | 27.9 (82.2)                   | 28.4 (83.1)                   | 30.0 (86.0)                   | 31.0 (87.8)                   | 30.8 (87.4)                   | 30.9 (87.6)                   | 30.6 (87.1)                   |
| Trung bình ngày °C (°F)                 | 27.2 (81.0)                   | 27.6 (81.7)                   | 27.6 (81.7)                   | 27.8 (82.0)                   | 27.2 (81.0)                   | 25.3 (77.5)                   | 23.9 (75.0)                   | 24.7 (76.5)                   | 26.1 (79.0)                   | 26.9 (80.4)                   | 26.9 (80.4)                   | 27.1 (80.8)                   | 26.5 (79.7)                   |
| Tối thiểu trung bình ngày °C (°F)       | 22.9 (73.2)                   | 22.9 (73.2)                   | 22.8 (73.0)                   | 23.1 (73.6)                   | 23.1 (73.6)                   | 21.7 (71.1)                   | 19.9 (67.8)                   | 20.9 (69.6)                   | 22.2 (72.0)                   | 22.8 (73.0)                   | 23.0 (73.4)                   | 23.2 (73.8)                   | 22.4 (72.3)                   |
| Lượng Giáng thủy trung bình mm (inches) | 175.3 (6.90)                  | 145.2 (5.72)                  | 253.8 (9.99)                  | 212.8 (8.38)                  | 162.2 (6.39)                  | 20.9 (0.82)                   | 3.2 (0.13)                    | 6.9 (0.27)                    | 71.0 (2.80)                   | 347.7 (13.69)                 | 393.9 (15.51)                 | 172.0 (6.77)                  | 1.968,9 (77.52)               |
| Số ngày giáng thủy trung bình           | 12.1                          | 10.7                          | 15.0                          | 14.1                          | 13.8                          | 2.9                           | 2.1                           | 5.1                           | 9.6                           | 21.9                          | 20.8                          | 12.5                          | 140.6                         |
| Độ ẩm tương đối trung bình (%)          | 83                            | 81                            | 81                            | 81                            | 83                            | 84                            | 82                            | 81                            | 80                            | 81                            | 83                            | 84                            | 82                            |
| Số giờ nắng trung bình tháng            | 142.9                         | 145.2                         | 145.1                         | 143.1                         | 123.9                         | 74.2                          | 70.6                          | 53.4                          | 55.9                          | 70.9                          | 117.1                         | 129.4                         | 1.271,7                       |
| Nguồn: NOAA                             |                               |                               |                               |                               |                               |                               |                               |                               |                               |                               |                               |                               |                               |